# Ri Yong-ho
Ri Yong-ho (koreanska : 리용호; Koreanska uttal:  [ɾi.joŋ.ɦo]), född 10 juli 1956 i Pyongyang, är en nordkoreansk politiker och diplomat och Nordkoreas utrikesminister sedan 2016.
Ri har arbetat vid Nordkoreas utrikesministerium sedan 1978, och anses vara en skicklig förhandlare; han har bland annat företrätt Nordkorea vid sexpartssamtalen. Hans diplomatiska karriär sträcker sig över 30 år med tjänstgöringar på flera olika ambassader. Mellan 1985 och 1988 arbetade Ri som sekreterare vid Nordkoreas ambassad i Stockholm, och mellan 2003 och 2007 var han ambassadör i Storbritannien.